# 刘军 (总领事)
刘军（？—），男，安徽人，中华人民共和国外交官，现任中华人民共和国驻埃尔比勒总领事。

## 生平
刘军毕业于外交学院，1993年进入中华人民共和国外交部工作，曾外派驻韩国大使馆和驻纽约总领事馆任职，并曾任驻芝加哥总领事馆副总领事和外交部北美大洋洲司参赞。2023年9月，出任中华人民共和国驻埃尔比勒总领事。

## 家庭
已婚，有一子。